# باشگاه فوتبال متالورگ بیک‌آباد
باشگاه فوتبال متالورگ بیک‌آباد یک باشگاه فوتبال است که در سال ۱۹۴۵ در بیک‌آباد، ازبکستان تأسیس شده‌است و در حال حاضر در لیگ برتر فوتبال ازبکستان حضور دارد.
این تیم که از سال ۱۹۹۸ در لیگ برتر حضور دارد معمولاً در میانه جدول قرار می‌گیرد و تا کنون بهترین رتبه‌اش پنجم جدول در سال‌های ۲۰۰۲ و ۲۰۱۸ بوده.